# 小槻通時
小槻 通時（おづき の みちとき、生年不詳 - 建保2年〈1214年〉）は、鎌倉時代の廷臣。左大史・小槻国宗の子。官位は従五位上・右大史。

## 経歴
後鳥羽院政期前期の建仁2年（1202年）右少史に任ぜられると、翌建仁3年（1203年）までに右大史まで昇任し修理右宮城使や大学助も兼ねるなど、大夫史であった父・小槻国宗のもとで官史としてのキャリアを重ねる。まもなく、従五位下に叙爵して官史を離れたと見られ、元久元年（1204年）従五位上に昇叙された。
その後、関白・近衛家実の下家司を務めたが、建保2年（1214年）卒去。父の国宗に先立って没したため、貞応2年（1223年）国宗が没すると大夫史の地位は大宮流の小槻季継が継いだ。

## 官歴
- 時期不詳：正六位上
- 建仁2年（1202年） 正月21日：右少史[2]
- 建仁3年（1203年） 8月29日：見修理右宮城使右大史兼大学助[3]
- 時期不詳：従五位下
- 元久元年（1204年） 11月3日：従五位上（大夫史国宗譲）[4]
- 建保2年（1214年） 日付不詳：卒去[5]

## 系譜
『系図纂要』による。
- 父：小槻国宗
- 母：兵部大輔顕方の娘
- 妻：後高倉院丹後局
  - 男子：小槻淳方（1202-1252）
- 生母不詳の子女
  - 男子：小槻有家（?-1280）[6] - 淳方の養子